# Infurcitinea teheranensis
Infurcitinea teheranensis är en fjärilsart som beskrevs av Petersen 1971. Infurcitinea teheranensis ingår i släktet Infurcitinea och familjen äkta malar.
Artens utbredningsområde är Iran. Inga underarter finns listade i Catalogue of Life.